# Ide Pedersdatter Falk
Ide Pedersdatter Falk, född på Gisselfeld i Danmark omkring 1358, död den 15 augusti 1399, var en dansk godsägare och klosterstiftare. 

## Biografi

### Bakgrund
Ide var dotter till riddaren Peder Eskildsøn och hans hustru Ida Olufsdatter. Hon föddes in i släkten Falk på Gisselfeld, som i slutet av 1300-talet var på retur både politiskt och ekonomiskt.
Hon gifte sig den 5 april 1370 med godsägaren Torkild Nielsen Bing (död 1384). Hon gifte sedan om sig med riddaren och godsägaren Johan Snakenborg (död 13 oktober 1389) 1385. Tillsammans fick de två barn, Pernille och Inger, men båda dog som barn. 
Det första giftermålet förde henne in i den skånska aristokratin och gav henne åtkomst till stora gods, speciellt på Österlen med centrum i godset Gladsax. Med det andra giftermålet utvidgas hennes familjekrets till medlemmar av invandrande mecklenburgska släkter. 
Ide hade som vuxen betydligt fler gods och inflytande än någon av sina tre syskon, inte minst tack vare sina äktenskap och sin nära vänskap med Drottning Margareta och med biskopen av Roskilde Peder Jensen Lodehat.

### Godsverksamhet
Ide Pedersdatter Falk ärvde gods efter sina män och barn. Som änka disponerade hon självständigt över fast egendom och lösöre. Det gjorde hon, dels i gåvobrev till Lunds domkyrka, dels i sitt testamente, som är huvudkällan till hennes liv och personlighet. I testamentet, utfärdat 1398, framträder Ide Pedersdatter Falk som en from och myndig person med kontroll över sina gods och ägodelar samt en stor krets av vänner och släktingar både från sin egen och från de båda ingifta släktingars familjer att luta sig till.
Hon nedtecknade i testamentet både släktingar och tjänstefolk, och där var en plan i gåvorna, där i iögonfallande grad tillgodosågs kvinnans behov i dåtidens samhälle. Det kvinnliga tjänstefolket skulle var för sig ärva en säng med sängkläder, kläder och en summa pengar, varmed de kunde köpa sig plats i ett kloster och därmed vara säker på en behaglig ålderdom. De kvinnliga släktingarna fick kläder, smycken och pengar, ogifta mera än de gifta, säkert som tillskott till medgift. 
När Ide Pedersdatter Falk betänkte en hel familj med en gåva, nämnde hon att gåvan också skulle gå till hustru och barn. Hon skänkte därutöver pengar till de som hade sjukdomen spetälska och fattiga, till kyrkor på Själland och i Skåne, bland annat den kyrka, ”var mina små barn ligger begravda”, och till alla nunnekloster och många munkkloster på Själland och i Skåne.

### Klosterstiftare
Största delen av sin egendom förbehöll Ide Pedersdatter Falk ett nunnekloster, som hon ville grundlägga i Gladsax. Hon bad sina vänner, drottning Margrete och biskop Peder, om att vara exekutorer för testamentet och uppfyllda hennes önskningar. Det gjorde de två vännerna inte till punkt och pricka.
Efter Ide Pedersdatter Falks död blev Gladsax omgjort till kungligt län, och Margrete och Peder stiftade istället ett dominikankloster vid Gavnø på Själland med den motiveringen, att Gladsax var ett för utsatt ställe för nunnor. Av klosterbyggnaderna är kyrkan bevarad.
Ett annat synligt spår av Ida Pedersdatter Falks gåvor är den vackra altartavlan av trä hon skänkte Lunds domkyrka, vilken i modern tid placerats vid högaltaret.